# Ululodes paleonesia
Ululodes paleonesia  (лат.) — ископаемый вид сетчатокрылых насекомых из рода Amoea семейства аскалафы (Ascalaphidae). Обнаружены в миоценовых доминиканских янтарях Центральной Америки. Доминиканская Республика.
Длина переднего крыла 22 мм, длина тела около 13 мм. Вместе с другими ископаемыми видами аскалафов, такими как Ascaloptynx oligocenicus, Borgia proavus, Mesascalaphus yangi, Neadelphus protae, Prosuhpalacsa biamoensis, Ricartus edwardsi и Amoea electrodominicana, являются одними из древнейших представителей Ascalaphidae. Вид был впервые описан в 2007 году американскими палеоэнтомологами Майклом Энджелом (Engel M.) и Дэвидом Гримальди (Grimaldi D. A.).